# Polygala spinescens
Polygala spinescens là một loài thực vật có hoa trong họ Polygalaceae. Loài này được Gillies ex Hook. & Arn. miêu tả khoa học đầu tiên.